# دروغ: انتخاب اخلاقی در زندگی عمومی و خصوصی
دروغ: انتخاب اخلاقی در زندگی عمومی و خصوصی (به انگلیسی: Lying: Moral Choice in Public and Private Life)، کتابی است اثر فیلسوف سیسلا بوک که در سال ۱۹۷۸ نوشته شد، و مسائل اخلاقی در دروغ‌گویی، مانند قصد، نتیجه، زمینه و شرایط را پوشش می‌دهد. این کتاب توسط پانتئون بوکس منتشر شده‌است.